# Presidente de la República de China
El presidente de la República de China (chino tradicional: 中華民國總統, chino simplificado: 中华民国总统, pinyin: Zhōnghuá Mínguó Zǒngtǒng) es el jefe de Estado de la República de China (Taiwán), además de ser comandante en jefe de las fuerzas armadas del país.

## Elección

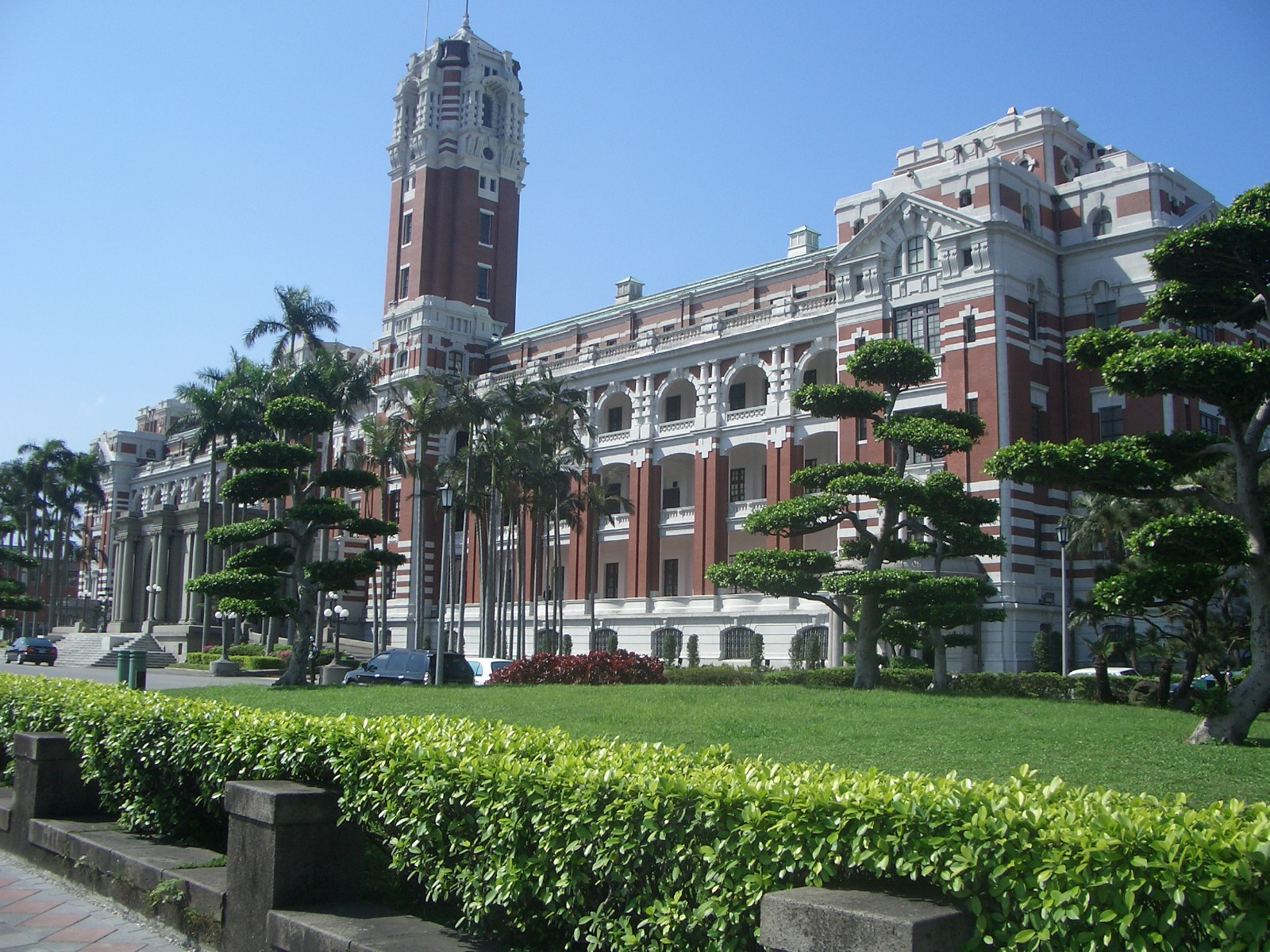
El Palacio presidencial de Taipéi se encuentra en el distrito de Zhongzheng, en Taipéi.

El presidente es elegido en votación popular por mayoría simple en todo el territorio por un período de cuatro años, siendo reelegible una vez. Antes de 1996, el presidente era seleccionado por la extinta Asamblea Nacional de la República de China por un período de seis años.

## Poderes, deberes y responsabilidades

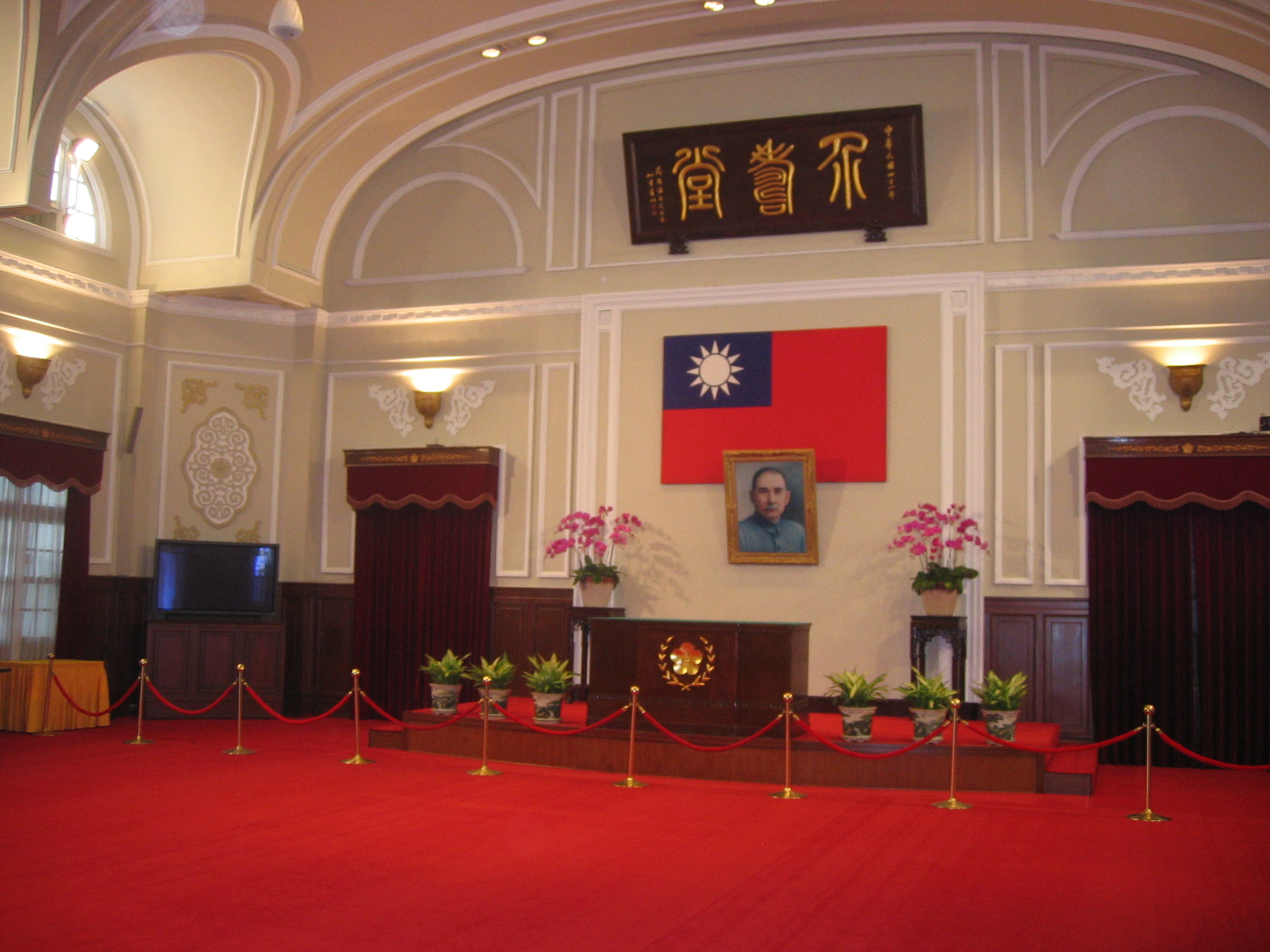
Interior de la sede de la presidencia, con la bandera de la República de China y el retrato del "padre de la nación" Sun Yat-sen.

La Constitución nombra al presidente como jefe de Estado y comandante en jefe de las Fuerzas Armadas. El presidente es responsable de conducir las relaciones exteriores, como concluir tratados, declarar la guerra y hacer la paz. El presidente debe promulgar todas las leyes y no tiene facultad de veto. Otros poderes del presidente incluyen otorgar amnistía, perdón o clemencia, declarar la ley marcial y conferir honores y condecoraciones.
El presidente puede nombrar asesores superiores (資 政), asesores de política nacional (國策 顧問) y asesores de estrategia (戰略 顧問), pero no forman un consejo.
La Constitución no define claramente si el presidente es más poderoso que el Primer ministro, ya que nombra al Yuan Ejecutivo (encabezado por el primer ministro) como la "máxima autoridad administrativa" con la supervisión de los asuntos internos al tiempo que otorga al presidente poderes como comandante en jefe de las fuerzas armadas y autoridad sobre asuntos exteriores.

## Vacancia y sucesión
La Constitución de la República de China establece una breve lista de personas que sucederán a la presidencia si la oficina quedara vacante. De acuerdo con los Artículos Adicionales de la Constitución, Artículo 2:

Si el cargo de vicepresidente quedara vacante, el presidente nominará a un candidato dentro de los tres meses, y el Yuan Legislativo elegirá un nuevo vicepresidente, quien servirá el resto del período original hasta su vencimiento.

Si las oficinas del presidente y el vicepresidente quedan vacantes, el presidente del Yuan Ejecutivo ejercerá los poderes oficiales del presidente y el vicepresidente.  Un nuevo presidente y un nuevo vicepresidente serán elegidos de conformidad con el párrafo 1 de este artículo y servirán cada término original respectivo hasta su vencimiento.  No se aplicarán las disposiciones pertinentes del artículo 49 de la Constitución.

Como ningún presidente del Yuan Ejecutivo (también conocido como el primer ministro) ha tenido éxito en la presidencia bajo estas disposiciones (o sus predecesores, según el artículo 49), no se ha probado si, si la oficina del primer ministro también está vacante, si , de conformidad con los Artículos Adicionales, Artículo 3, el vicepresidente del Yuan Ejecutivo (vice primer ministro), que sería el primer ministro en funciones, actuaría como presidente. Actualmente no existe una disposición constitucional para una lista de sucesión más allá de la posibilidad de que el vicepresidente del Yuan Ejecutivo pueda suceder a la presidencia.

## Jefes de Estado de la República de China
Independiente
     Tongmenghui
     Era de los señores de la guerra
     Progresista
     Kuomintang (Nacionalista)
     Democrático Progresista
| Presidente de la República            | Presidente de la República | Presidente de la República                     | Inicio                  | Fin                     | Partido        | Elecciones | Vicepresidente de la República | Vicepresidente de la República |
| ------------------------------------- | -------------------------- | ---------------------------------------------- | ----------------------- | ----------------------- | -------------- | ---------- | ------------------------------ | ------------------------------ |
| Presidentes del Gobierno provisional  |                            |                                                |                         |                         |                |            |                                |                                |
|                                       |                            | Sun Yat-sen 孫文 (1866-1925)                   | 1 de enero de 1912      | 10 de marzo de 1912     | Tongmenghui    | 1911       |                                | Li Yuanhong                    |
|                                       |                            | Yuan Shikai 袁世凱 (1859-1916)                 | 10 de marzo de 1912     | 10 de octubre de 1913   | Bando Beiyang  | 1912       |                                | Li Yuanhong                    |
| Presidentes del Gobierno de Beiyang   |                            |                                                |                         |                         |                |            |                                |                                |
|                                       |                            | Yuan Shikai 袁世凱 (1859-1916)                 | 10 de octubre de 1913   | 13 de diciembre de 1915 | Bando Beiyang  | 1913       |                                | Li Yuanhong                    |
| Presidentes del Gobierno de Beiyang   |                            |                                                |                         |                         |                |            |                                |                                |
|                                       |                            | Yuan Shikai 袁世凱 (1859-1916)                 | 22 de marzo de 1916     | 6 de junio de 1916      | Bando Beiyang  | 1913       |                                | Li Yuanhong                    |
|                                       |                            | Li Yuanhong 黎元洪 (1864-1928)                 | 6 de junio de 1916      | 1 de julio de 1917      | Progresista    | -          |                                | Feng Guozhang                  |
| Presidentes del Gobierno de Beiyang   |                            |                                                |                         |                         |                |            |                                |                                |
|                                       |                            | Feng Guozhang 馮國璋 (1859-1919)               | 14 de julio de 1917     | 18 de octubre de 1918   | Bando Zhili    | -          |                                | Vacante                        |
|                                       |                            | Xu Shichang 徐世昌 (1855-1939)                 | 18 de octubre de 1918   | 2 de junio de 1922      | Bando Beiyang  | 1918       |                                | Vacante                        |
|                                       |                            | Zhou Ziqi 周自齊 (1869-1923) en funciones      | 2 de junio de 1922      | 11 de junio de 1922     | Bando Anhui    | -          |                                | Vacante                        |
|                                       |                            | Li Yuanhong 黎元洪 (1864-1928)                 | 11 de junio de 1922     | 13 de junio de 1923     | Progresista    | -          |                                | Vacante                        |
|                                       |                            | Gao Lingwei 高凌霨 (1868-1939) en funciones    | 13 de junio de 1923     | 10 de octubre de 1923   | Independiente  | -          |                                | Vacante                        |
|                                       |                            | Cao Kun 曹錕 (1862-1938)                       | 10 de octubre de 1923   | 2 de noviembre de 1924  | Bando Zhili    | 1923       |                                | Vacante                        |
|                                       |                            | Huang Fu 黃郛 (1883-1936) en funciones         | 2 de noviembre de 1924  | 24 de noviembre de 1924 | Independiente  | -          |                                | Vacante                        |
|                                       |                            | Duan Qirui 段祺瑞 (1865-1936)                  | 24 de noviembre de 1924 | 20 de abril de 1926     | Bando Anhui    | -          |                                | Vacante                        |
|                                       |                            | Hu Weide 胡惟德 (1863-1933) en funciones       | 20 de abril de 1926     | 13 de mayo de 1926      | Independiente  | -          |                                | Vacante                        |
|                                       |                            | Yan Huiqing 顏惠慶 (1877-1950) en funciones    | 13 de mayo de 1926      | 22 de junio de 1926     | Independiente  | -          |                                | Vacante                        |
|                                       |                            | Du Xigui 杜錫珪 (1875-1933) en funciones       | 22 de junio de 1926     | 1 de octubre de 1926    | Independiente  | -          |                                | Vacante                        |
|                                       |                            | Wellington Koo 顧維鈞 (1888-1985) en funciones | 1 de octubre de 1926    | 17 de junio de 1927     | Independiente  | -          |                                | Vacante                        |
|                                       |                            | Zhang Zuolin 張作霖 (1875-1928)                | 17 de junio de 1927     | 2 de junio de 1928      | Bando Fengtian | -          |                                | Vacante                        |
| Presidentes del Gobierno nacionalista |                            |                                                |                         |                         |                |            |                                |                                |
|                                       |                            | Tan Yankai 譚延闓 (1880-1930)                  | 7 de febrero de 1928    | 10 de octubre de 1928   | Kuomintang     | -          |                                | Cargo abolido                  |
|                                       |                            | Chiang Kai-shek 蔣中正 (1887-1975)             | 10 de octubre de 1928   | 15 de diciembre de 1931 | Kuomintang     | -          |                                | Cargo abolido                  |
|                                       |                            | Lin Sen 譚延闓 (1868-1943)                     | 15 de diciembre de 1931 | 1 de agosto de 1943     | Kuomintang     | -          |                                | Cargo abolido                  |
|                                       |                            | Chiang Kai-shek 蔣中正 (1887-1975)             | 1 de agosto de 1943     | 20 de mayo de 1948      | Kuomintang     | -          |                                | Cargo abolido                  |

| Presidente de la República                                                   | Presidente de la República | Presidente de la República      | Inicio                  | Fin                     | Partido    | Elecciones | Vicepresidente de la República | Vicepresidente de la República |
| ---------------------------------------------------------------------------- | -------------------------- | ------------------------------- | ----------------------- | ----------------------- | ---------- | ---------- | ------------------------------ | ------------------------------ |
| Presidentes del Gobierno nacionalista de Nankín (colaboracionista con Japón) |                            |                                 |                         |                         |            |            |                                |                                |
|                                                                              |                            | Wang Jingwei 汪精衛 (1883-1943) | 20 de marzo de 1940     | 11 de diciembre de 1944 | Kuomintang | -          |                                | Zhou Fohai                     |
|                                                                              |                            | Chen Gongbo 陳公博 (1892-1946)  | 11 de diciembre de 1944 | 15 de agosto de 1945    | Kuomintang | -          |                                | Zhou Fohai                     |

| Presidente de la República                                              | Presidente de la República | Presidente de la República                 | Inicio                                                                                     | Fin                                                                                        | Partido                 | Elecciones        | Vicepresidente de la República | Vicepresidente de la República                                   |
| ----------------------------------------------------------------------- | -------------------------- | ------------------------------------------ | ------------------------------------------------------------------------------------------ | ------------------------------------------------------------------------------------------ | ----------------------- | ----------------- | ------------------------------ | ---------------------------------------------------------------- |
| Presidentes de la República de China (elección por el Yuan Legislativo) |                            |                                            |                                                                                            |                                                                                            |                         |                   |                                |                                                                  |
|                                                                         |                            | Chiang Kai-shek 蔣中正 (1887-1975)         | 20 de mayo de 1948                                                                         | 21 de enero de 1949                                                                        | Kuomintang              | 1948              |                                | Li Zongren                                                       |
|                                                                         |                            | Li Zongren 李宗仁 (1890-1969) en funciones | 21 de enero de 1949                                                                        | 1 de marzo de 1950                                                                         | Kuomintang              | -                 |                                | vacante                                                          |
|                                                                         |                            | Chiang Kai-shek 蔣中正 (1887-1975)         | 1 de marzo de 195020 de mayo de 195420 de mayo de 196020 de mayo de 196620 de mayo de 1972 | 20 de mayo de 195420 de mayo de 196020 de mayo de 196620 de mayo de 19725 de abril de 1975 | Kuomintang              | -1954196019661972 |                                | Li ZongrenChen Cheng (1954-1965) vacante (1965-1966)Yen Chia-kan |
|                                                                         |                            | Yen Chia-kan 嚴家淦 (1905-1993)            | 6 de abril de 1975                                                                         | 20 de mayo de 1978                                                                         | Kuomintang              | -                 |                                | vacante                                                          |
|                                                                         |                            | Chiang Ching-kuo 蔣經國 (1910-1988)        | 20 de mayo de 197820 de mayo de 1984                                                       | 20 de mayo de 198413 de enero de 1988                                                      | Kuomintang              | 19781984          |                                | Hsieh Tung-minLee Teng-hui                                       |
|                                                                         |                            | Lee Teng-hui 李登輝 (1923-2020)            | 13 de enero de 198820 de mayo de 1990                                                      | 20 de mayo de 199020 de mayo de 1996                                                       | Kuomintang              | -1990             |                                | vacante (1988)Lee Yuan-tsu                                       |
| Presidentes de la República de China (elección directa)                 |                            |                                            |                                                                                            |                                                                                            |                         |                   |                                |                                                                  |
|                                                                         |                            | Lee Teng-hui 李登輝 (1923-2020)            | 20 de mayo de 1996                                                                         | 20 de mayo de 2000                                                                         | Kuomintang              | 1996              |                                | Lien Chan                                                        |
|                                                                         |                            | Chen Shui-bian 陳水扁 (1950-)              | 20 de mayo de 200020 de mayo de 2004                                                       | 20 de mayo de 200420 de mayo de 2008                                                       | Progresista Democrático | 20002004          |                                | Annette Lu                                                       |
|                                                                         |                            | Ma Ying-jeou 馬英九 (1950-)                | 20 de mayo de 200820 de mayo de 2012                                                       | 20 de mayo de 201220 de mayo de 2016                                                       | Kuomintang              | 20082012          |                                | Vincent SiewWu Den-yih                                           |
|                                                                         |                            | Tsai Ing-wen 蔡英文 (1956-)                | 20 de mayo de 201620 de mayo de 2020                                                       | 20 de mayo de 202020 de mayo de 2024                                                       | Progresista Democrático | 2016 2020         |                                | Chien-Jen ChenLai Ching‑te                                       |
|                                                                         |                            | Lai Ching‑te 賴清德 (1959-)                | 20 de mayo de 2024                                                                         | Presente                                                                                   | Progresista Democrático | 2024              |                                | Hsiao Bi-khim                                                    |